# Sony α6000
Sony α6000 (oznaczenie fabryczne ILCE-6000) – cyfrowy aparat fotograficzny wyposażony w bagnet Sony E zaprezentowany 12. lutego 2014. Jest to kompakt z wymienną optyką, czyli aparat posiadający matrycę o rozmiarze APS-C oraz obudowę wielkością przypominającą aparaty kompaktowe. Jest bezpośrednim następcą aparatów Sony NEX-6 i NEX-7.
Aparat posiada wyjścia USB i HDMI. Jest również wyposażony w opracowaną przez Sony gorącą stopkę Multi-interface shoe, która umożliwia podłączenie nie tylko lampy błyskowej, ale m.in. również zewnętrznego mikrofonu.

## Funkcje
Opracowano na podstawie materiału źródłowego:
- Cyfrowy wizjer OLED ze 100-procenotwym pokryciem klatki i powiększeniem 1,07x.
- Monitor LCD odchylany o 90 stopni w górę i 45 w dół.
- Funkcja focus peaking ułatwiająca ręczne ustawianie ostrości i zebra ułatwiająca ręczne ustawianie ekspozycji.
- Zdjęcia seryjne do 11 kl./s z ciągłością działania autofocusa.
- Nagrywanie filmów HD w formacie AVCHD 1080p50 z możliwością ręcznego ustawiania parametrów ekspozycji.
- Hybrydowy autofocus oparty na detekcji fazy (179 punktów) i kontrastu (25 punktów)
- Tryb DMF - aparat ustawia ostrość, którą można następnie doregulować ręcznie.
- Tryb śledzenia ostrości ruchomego obiektu.
- System kompensacji winietowania, aberracji chromatycznej i zniekształceń optycznych obiektywów.
- Tryb Auto-HDR.
- Style twórcze i efekty w obrazie.

## Dostępne wersje
- ILCE-6000 - sam korpus, zestaw nie zawierający obiektywu
- ILCE-6000L – zestaw z obiektywem Sony E 16-50mm f/3,5-5,6
- ILCE-6000Y – zestaw z obiektywami Sony E 16-50mm f/3,5-5,6 i 55-210mm f/3,5-5,6
- ILCE-6000Z – zestaw z obiektywami Sony E 16-70mm f/4

## Akcesoria
Opracowano na podstawie materiału źródłowego:
- LCS-EBC - osłona na korpus
- RM-LVR1 - pilot wyposażony w WiFi i funkcję podglądu na żywo
- FA-CS1M - zdalna stopka lampy błyskowej
- BC-TRW - ładowarka
- PCK-LM17 - półsztywny ochraniacz ekranu aparatu

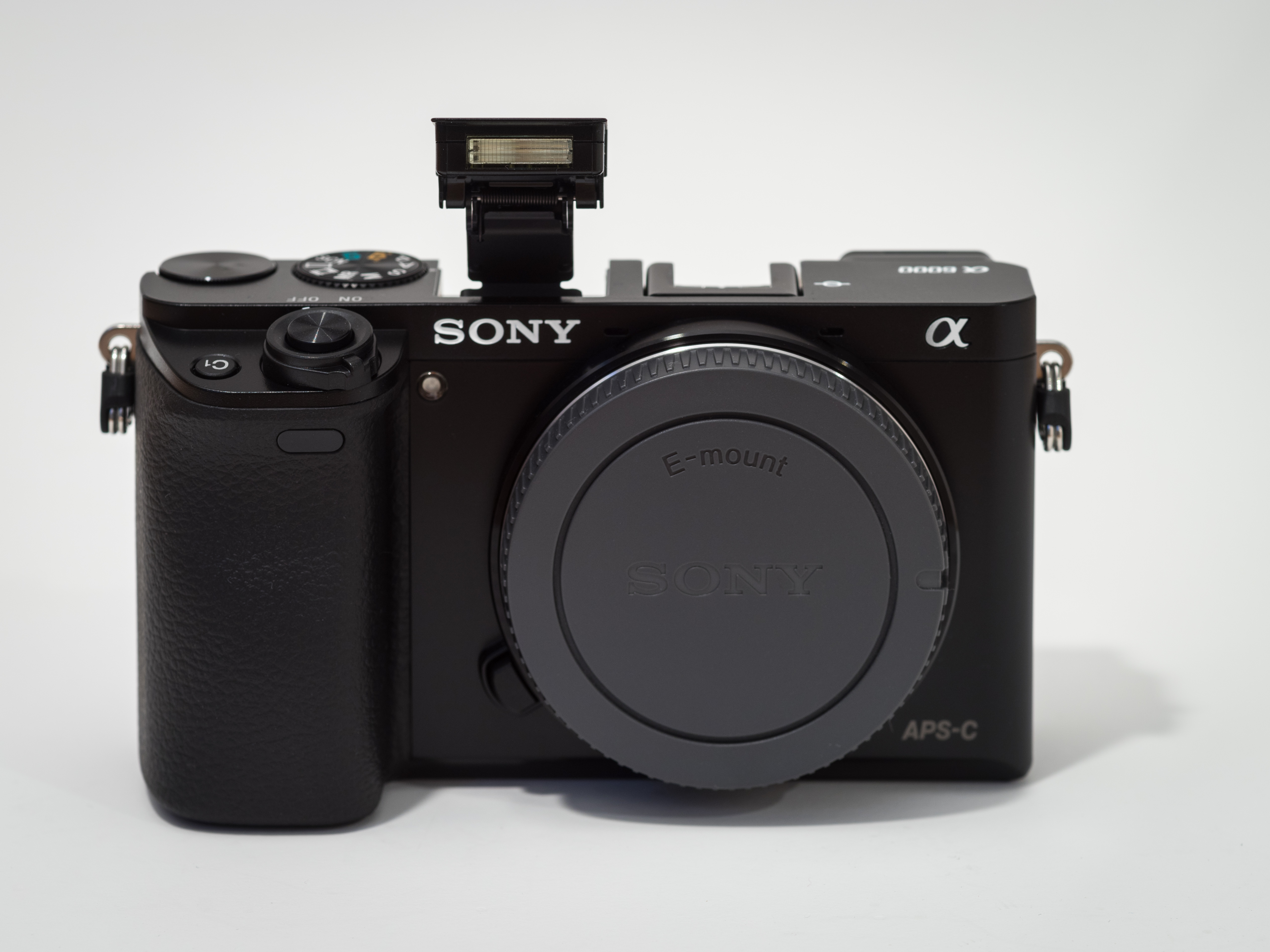
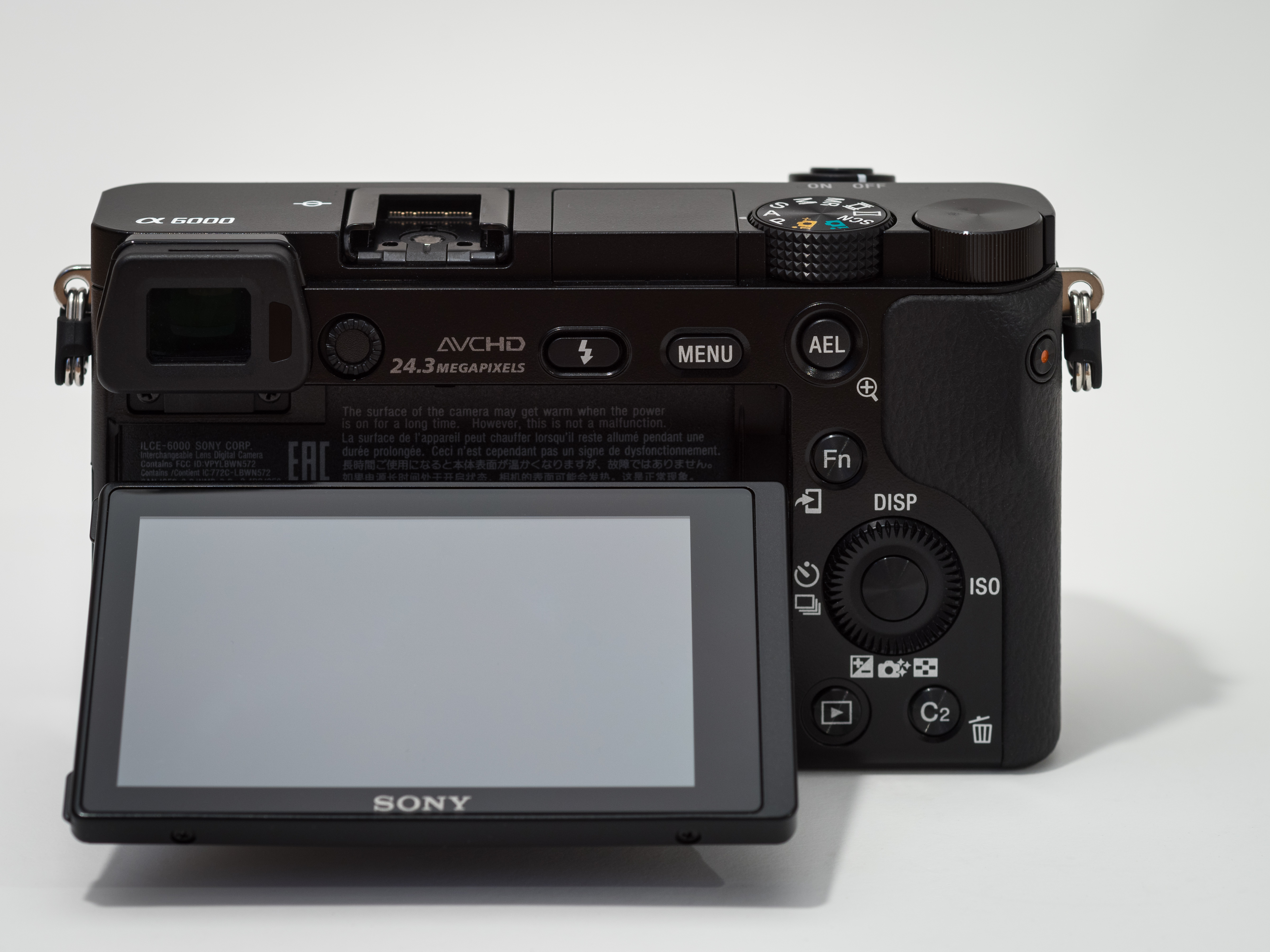
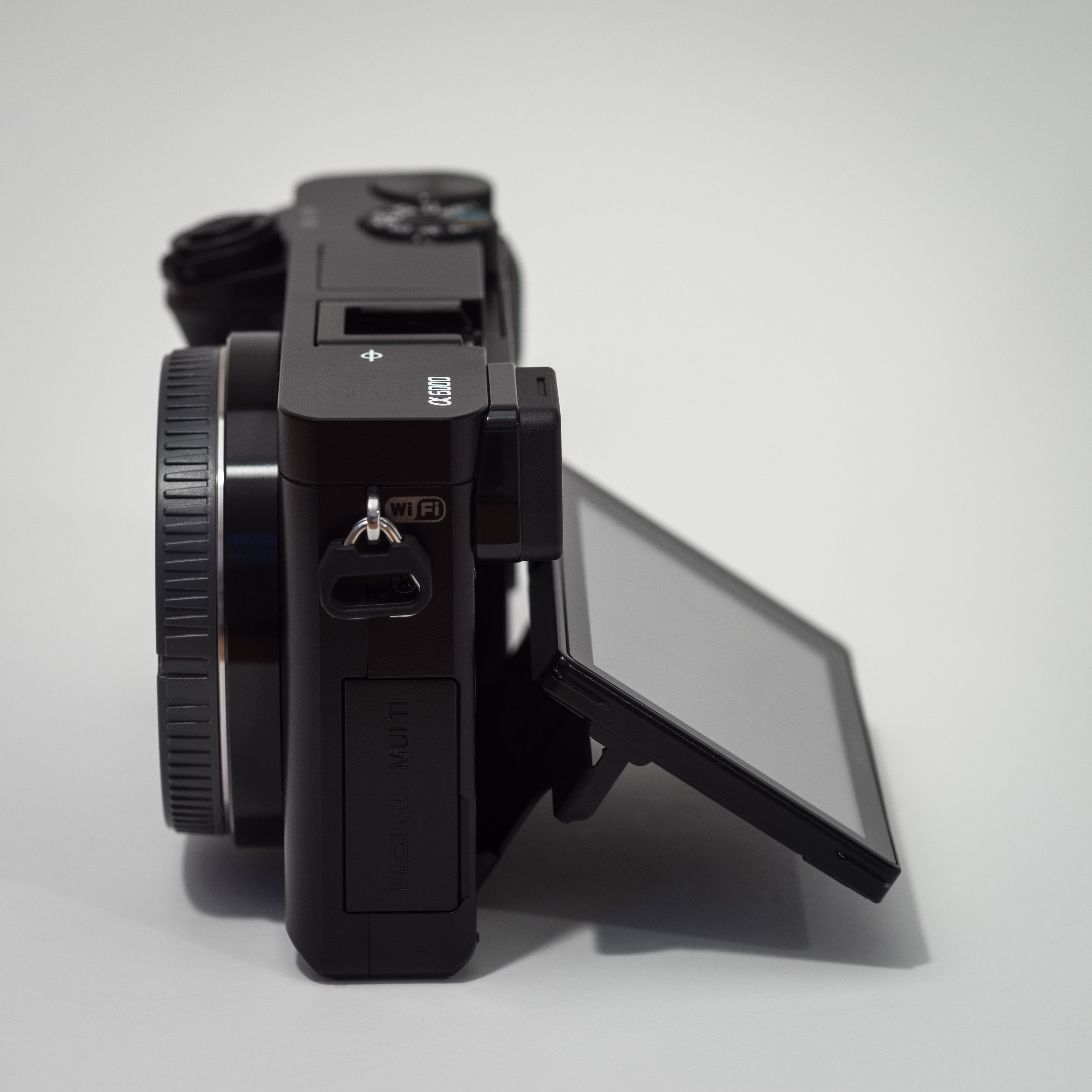
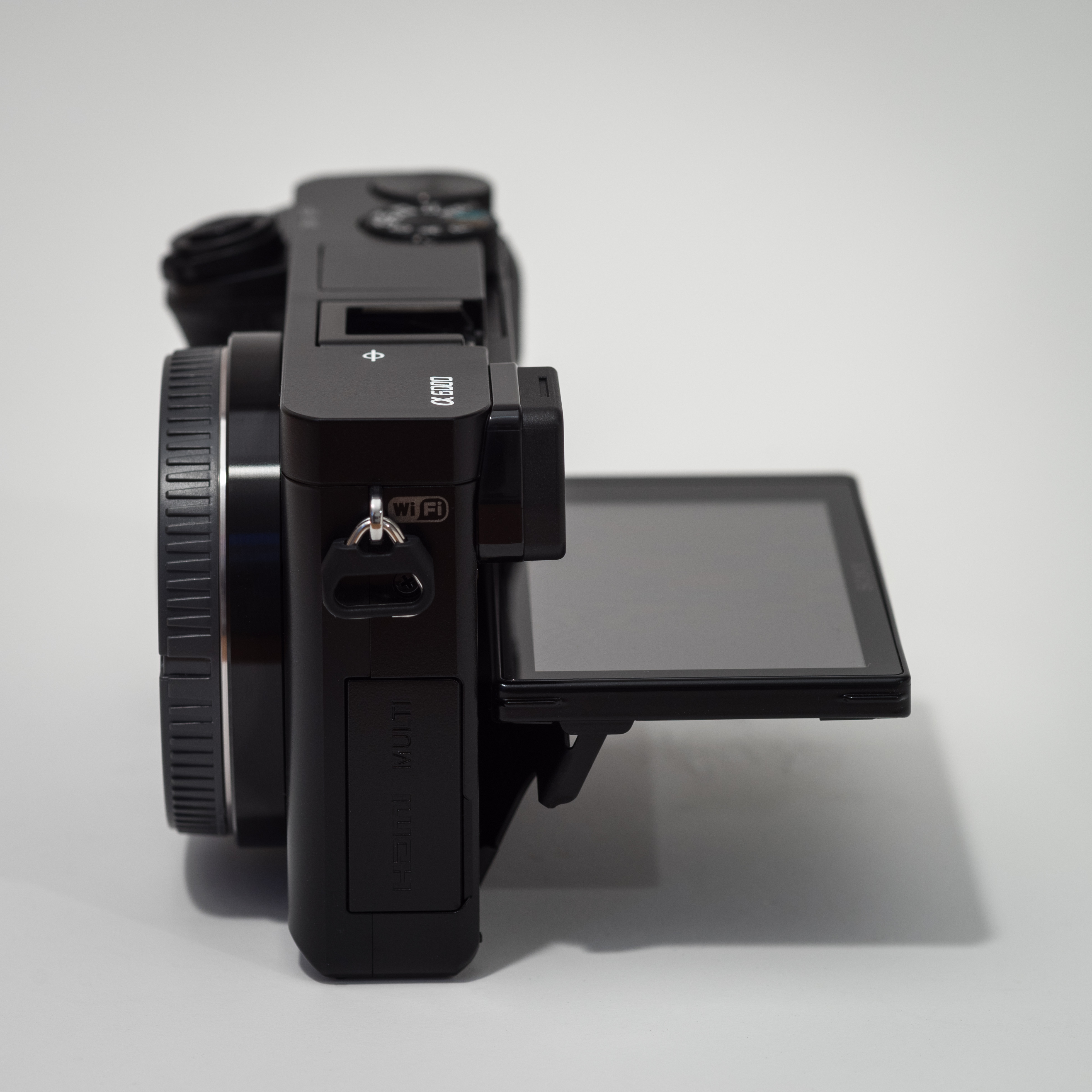

- ECM-GZ1M - mikrofon kierunkowy